# Ornithodesmus
Ornithodesmus („spojen s ptáky“) byl rod malého dromeosauridního teropoda, který žil asi před 130 miliony lety na území Anglie. Vzhledem k fragmentární povaze nálezu jsou jeho rozměry a systematické zařazení nejisté.

## Historie
Byl poprvé objeven již na sklonku 19. století na Isle of Wight avšak původně byl Harry Govier Seeleym roku 1887 zcela chybně určen jako příslušník pterosaurů a pojmenován Ornithodesmus cluniculus. V osmdesátých letech 20. století však bylo zjištěno, že Ornithodesmus je ve skutečnosti dromaeosaurid a nikoliv pterosaur (ptakoještěr), jak bylo původně usuzováno. Dromaeosaridní holotyp byl pod jménem Ornithodesmus cluniculus popsán jako první a podle pravidel mu tedy tento právem název náleží. Pro fosilie, které k pterosaurům skutečně náležely a byly původně také řazené do rodu Ornithodesmus (konkrétně druh Onithodesmus latidens), musel být vytvořen rod nový, nazvaný Istiodactylus.